# ミルウォーキー・カウンティ・スタジアム
カウンティ・スタジアム（Milwaukee County Stadium）は、アメリカ合衆国ウィスコンシン州ミルウォーキーにかつて存在したスタジアム。主に野球とアメリカンフットボールに使用された。野球ではMLBミルウォーキー・ブレーブス（現アトランタ・ブレーブス）が開場から1965年まで、ミルウォーキー・ブルワーズが1970年から2000年の閉場まで本拠地として使用した。アメフトではNFLグリーンベイ・パッカーズが1933年から1994年まで、グリーンベイとミルウォーキーの2都市を本拠地にしていたことがあり、このスタジアムは1953年から1994年までミルウォーキーで試合を行う際のスタジアムとして使用された。

## 球場の歴史
ミルウォーキーは元々野球熱が高い地域だったのだが、大リーグの球団はなかった（ボルチモア・オリオールズも創立時はミルウォーキーに本拠地を置いていたが、1901年の1年限りであった）。球団を誘致しようと、1950年10月19日、公的資金を投入してスタジアムの建設が始まった。
一方、ブレーブスはボストンに本拠地を置いていたが、レッドソックスの影に隠れて人気は今ひとつ。年間観客動員が100万人を超えたのは1947年からの3年間のみだった。そのため、球団移転を検討し始める。移転先に名乗りをあげたのがミルウォーキーだった。
1953年3月13日、シーズン開幕直前にブレーブスがミルウォーキーへの移転を発表する。4日後の17日にはナ・リーグ各球団の了承を得、移転が正式決定した。一方の球場も、建設資材の不足や建設作業員のストライキなどで完成が遅れていたが、シーズン開幕に間に合い、4月6日に開場した。
待望の大リーグ球団がやって来たということで人気は爆発。移転初年には182万人を動員しリーグ新記録を達成。翌年からは4シーズン連続で200万人超えを果たした。チームもリーグ優勝2回など躍進を遂げた。
しかし1960年代に入り不振が続くと客足も鈍り出す。1965年、球場賃貸契約が切れると同時にブレーブスはアトランタへ再移転した。
1953年からこの球場を使い始めたチームがもう一つあった。それはNFLのグリーンベイ・パッカーズである。パッカーズは1933年から、グリーンベイと同じウィスコンシン州内にもう1つ本拠地を置いていた。それがミルウォーキーだった。カウンティ・スタジアムの形状がアメフトとの兼用に向いていると考えたパッカーズは1953年からここで毎年3試合ほどを開催するようになった。
1968年、カウンティ・スタジアムで3年ぶりに野球が開催される。ホワイトソックスが年間9試合をここで行った。観客動員はその年の合計の3分の1に達した。翌年は2試合増やして11試合を行い、やはり成功。これに目をつけたのがバド・セリグ。1969年に誕生した新球団シアトル・パイロッツを買収し、ミルウォーキーに移転した。現在のミルウォーキー・ブルワーズである。
1990年代に入り、ランボー・フィールドでの観客動員が好調なパッカーズが、カウンティ・スタジアムの使用をやめ本拠地をグリーンベイ一本に絞った。その一方でブルワーズも新球場建設を決定。1996年11月9日、カウンティ・スタジアムの隣で新球場ミラー・パークの建設が開始された。2000年9月28日に閉場（当初は1999年シーズン終了後に閉場予定だったが、工事中のクレーン倒壊事故がもとで、ミラー・パークの完成が1年遅れていた）。カウンティ・スタジアムは取り壊され、現在はリトルリーグ用の小さなヘルファー・フィールドという球場が跡地に建っている。
マスコットのバーニー・ブルワーはチームの創成期、「カウンティ・スタジアムに4万人のファンが詰めかけるまでここを離れない」と40日間スコアボードの上に住み続けた実在のファンがモデル。

## 設備、アトラクション、演出
- 左翼スタンド後方に巨大なビア樽とジョッキが設置されている。ブルワーズの選手がホームランを打つと、球団マスコットのバーニー・ブリュワーが側の小屋から出てきて、ジョッキへ滑り降りる。ミルウォーキーがビールの名産地であるのにちなんだアトラクション。
- 6回裏終了後、ソーセージの着ぐるみを着たランナーの競争「ソーセージ・レース」が行われる。ドイツ系移民が多い土地柄ならではのアトラクション。

※これらの演出は、新球場ミラー・パークでも行われている（ただし、バーニー・ブリュワーが滑り降りるのが普通の滑り台に変わった）。

## 主要な出来事

### 野球
- 1953年4月6日、ブレーブス - レッドソックスのオープン戦で開場。
- 1953年4月14日、ブレーブス - カージナルス戦でMLB公式戦初開催（ブレーブス 3 - 2 カージナルス、観衆34,357人）。
- 1955年7月12日、オールスターゲーム開催（ナ 6x - 5 ア）。カージナルスのスタン・ミュージアルがサヨナラ本塁打を放った。
- 1957年9月23日、ハンク・アーロンがカージナルス戦の延長11回裏、ビリー・マフェット（英語版）からナショナルリーグ優勝決定弾（サヨナラ2ラン、シーズン43号）を放つ（ブレーブス 4 - 2 カージナルス、観衆40,926人）。
- 1960年9月16日、ウォーレン・スパーンがフィリーズ戦でノーヒットノーランを達成し、自身11度目のシーズン20勝を記録（ブレーブス 4 - 0 フィリーズ、観衆6,117人）。
- 1961年8月11日、ウォーレン・スパーンが史上13人目の通算300勝を達成した（ブレーブス 2 - 1 カブス、観衆40,775人）。
- 1965年9月22日、ドジャース戦を最後にブレーブスがアトランタに移転（ドジャース 7 - 6 ブレーブス、観衆12,577人）。
- 1970年4月7日、ブルワーズの新本拠地初試合（エンゼルス 12 - 0 ブルワーズ、観衆36,107人）。
- 1975年7月15日、オールスターゲーム開催（ナ 6 - 3 ア）。
- ワールドシリーズ開催:1957年、1958年、1982年
- 2000年9月28日、ブルワーズ - レッズ戦をもって閉場（レッズ 8 - 1 ブルワーズ、観衆56,354人）。